# Jaakko Honko

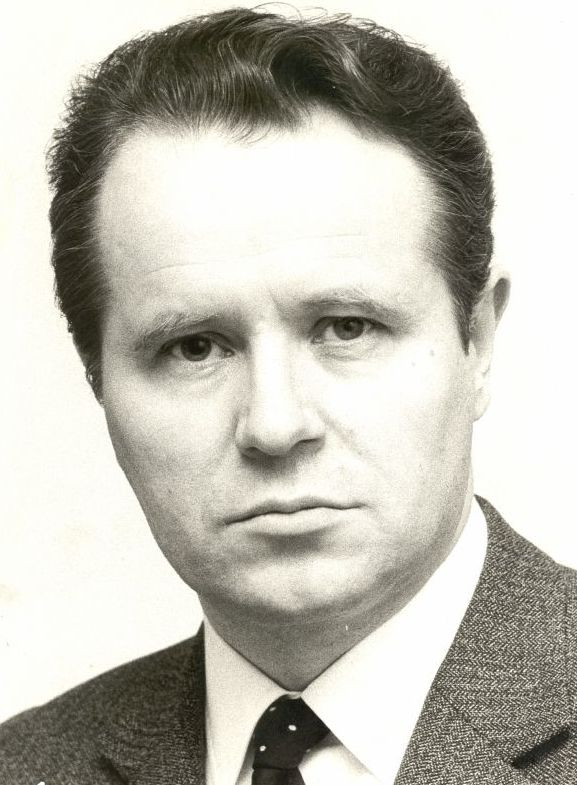
Jaakko Honko

Jaakko Olavi Honko,  född 30 november 1922 i Tammerfors, död 13 februari 2006, var en finländsk företagsekonom. 
Honko blev student 1941, ekonom 1946, ekonomie kandidat 1948, ekonomie licentiat 1951 och ekonomie doktor 1955. Han blev docent 1957, biträdande professor 1959 och var professor i företagsekonomi vid Helsingfors handelshögskola 1960–1986. Han var rektor för handelshögskolan 1969–1980 och dess kansler 1980–1989. Han var en flitig ekonomisk skriftställare; bland arbeten märks Liiketaloustiede (1969), en lärobok i företagsekonomi som utkommit i ett dussin upplagor, Investointien suunnittelu ja tarkkailu (1963, svensk översättning Planering och kontroll av investeringar, 1971), Suomalainen talousrooli (1979), en analys av Finlands roll i världsekonomin och Competitive Strategies of Small Industrialized Countries (1994).